# Concerto per orchestra (Tippett)
Il Concerto per orchestra è un brano orchestrale di Michael Tippett. Dedicato a Benjamin Britten e composto nel 1963 fa riferimento per la sua composizione strumentale al concerto grosso barocco.

## Analisi del lavoro
1. Allegro: giustapposizione di motivi musicali con fiati, percussioni e pianoforte
2. Lento: ampia melodia per archi, pianoforte e arpa
3. Allegro molto: rondò finale con un tema di tromba ritmica

- Tempo di esecuzione: trenta minuti

## Strumentazione
La strumentazione è composta dagli archi e dal resto dell'orchestra divisa in tre gruppi suddivisi in sottogruppi:
1. 1/flauto e arpa, 2/tuba e pianoforte, 3/tre corni.
2. 1/timpani e pianoforte, 2/oboe, corno inglese, fagotto, controfagotto, 3/tromboni e percussioni.
3. 1/xilofono, pianoforte, 2/clarinetto, clarinetto basso, 3/trombe, rullante.